# Parafia św. Antoniego w Maksymowicach
Parafia św. Antoniego w Maksymowicach − parafia rzymskokatolicka znajdująca się w archidiecezji lwowskiej w dekanacie Sambor.